# Залесье (Кошкинский район)
Зале́сье — село в Кошкинском районе Самарской области. Входит в сельское поселение Большая Романовка.

## География
Село расположено в Заволжье, на правом берегу реки Кондурча. Рельеф — холмисто-равнинный. Распространены слабокислые и нейтральные пойменные почвы и чернозёмы.
По автомобильным дорогам расстояние до районного центра села Кошки составляет 9 км, до областного центра города Самара — 150 км.

## История
Основано как немецкое поселение-колония Рейнсфельд (также Рейнишфельд) в 1859 году. Основатели — фабричные рабочие из Силезии и выходцы из Причерноморья. Деревня относилась к лютеранскому приходу Самары. В 1891 году открыт молельный дом. Часть жителей составляли католики и баптисты. Входило в состав Констатиновского колонистского округа, позднее Константиновской волости Самарского уезда Самарской губернии.
На 1910 год — 30 дворов, 176 чел., все немцы, поселяне-собственники (лютеране, католики), 892 десятины собственной земли, земская школа, католический храм, механические мастерские.
В советский период в составе Кошкинского района Самарской (Куйбышевской) области. В 1926 году в деревне имелись начальная школа, сельсовет. В 1930—1950-е годы — центр сельского совета.
В декабре 1941 года немецкое население было депортировано. В 1952 году переименовано в Залесье.

## Население
| 1881 | 1889 | 1897 | 1910 | 1926 | 1930 | 2010 |
| ---- | ---- | ---- | ---- | ---- | ---- | ---- |
| 165  | ↗184 | ↗190 | ↘176 | ↗362 | ↗391 | ↗458 |

Национальный состав
В 1926 году немцы составляли 92 % населения села.

## Известные уроженцы
- Ясулович, Игорь Николаевич (1941—2023)― советский и российский актёр театра и кино. Народный артист РФ. Лауреат Государственной премии РФ.